# Werther (Massenet)
Werther ist eine Oper („Drame lyrique“) in vier Akten und fünf Bildern von Jules Massenet, die am 16. Februar 1892 in der deutschen Fassung von Max Kalbeck an der Wiener Hofoper uraufgeführt wurde. Édouard Blau, Paul Milliet und Georges Hartmann schrieben das Libretto nach dem Briefroman Die Leiden des jungen Werthers von Johann Wolfgang von Goethe.

## Handlung

### Erster Akt
Juli: Im Hause des Amtmanns wird ein Weihnachtslied gespielt („Noël, Jésus vient de naître“). Er erzählt den auch anwesenden Freunden Schmidt und Johann von seiner ältesten Tochter, die die Mutterrolle für ihre jüngeren Geschwister angenommen hat, nachdem die Mutter gestorben ist. Werther soll sie zum Ball begleiten, da ihr Verlobter Albert abwesend ist. Werther verlässt beglückt mit Charlotte das Haus, während kurz darauf Albert doch schon zurückkehrt und von Sophie empfangen wird („Tout le monde est joyeux, le bonheur est dans l’air“). Er verlässt das Haus mit dem Hinweis, am nächsten Tag wiederzukommen. Später begleitet Werther Charlotte nach Hause („Il faut nous séparer“) und gesteht ihr seine Liebe („Rêve ! Extase ! Bonheur !“), wird aber vom Amtmann unterbrochen. Werther erfährt, dass Charlotte der Mutter geschworen hat, ihren Verlobten Albert zu heiraten.

### Zweiter Akt

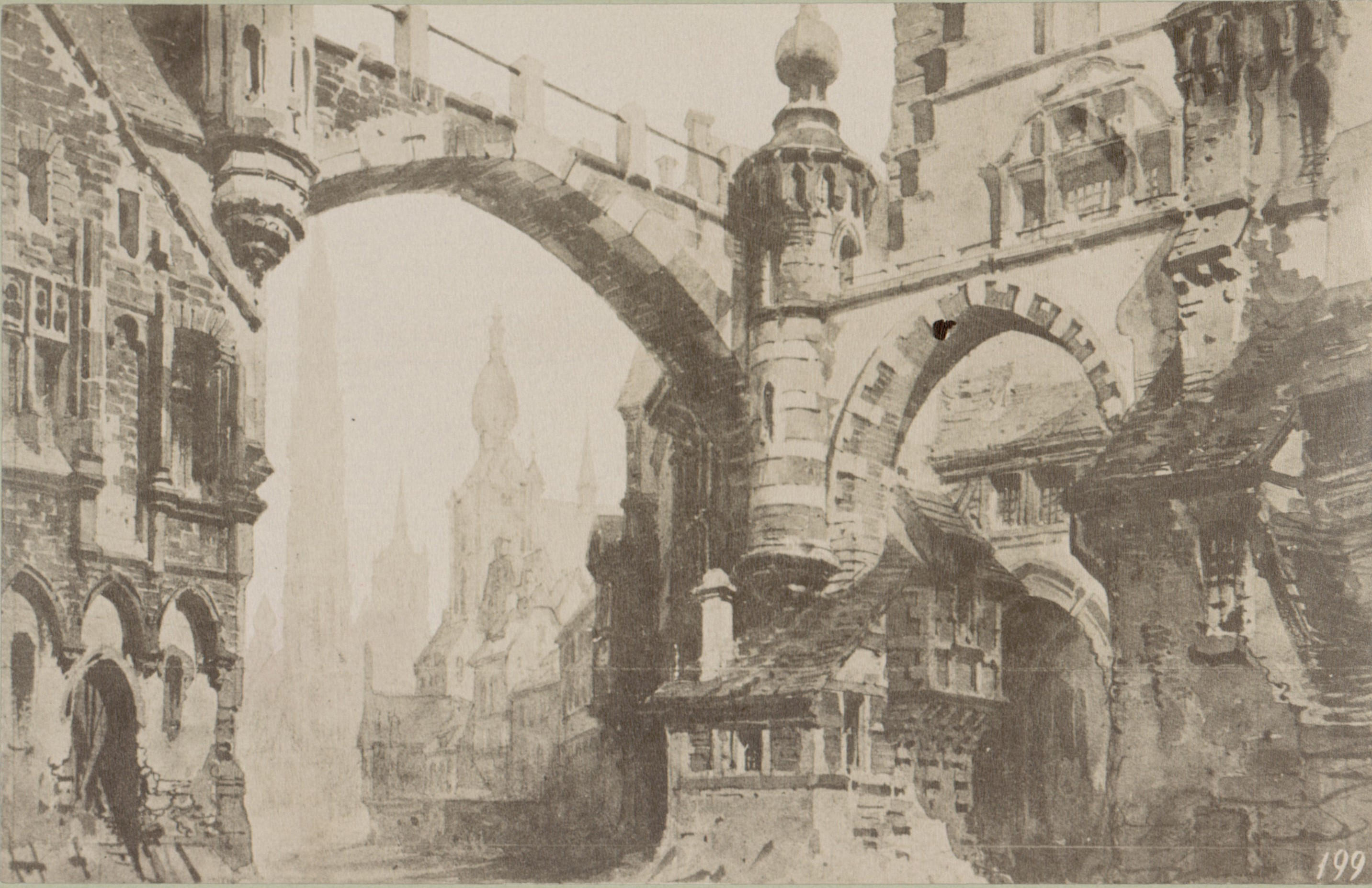
Bühnenbildentwurf für den zweiten Akt (Mailand 1864).

September: Charlotte und Albert sind nun verheiratet. Albert ahnt Werthers Kummer und versucht, mit ihm zu sprechen. Es steht wieder ein Ball an, den Sophie mit Werther eröffnen will. Dieser hat jedoch nur Augen für Charlotte und kann seine Eifersucht nicht verbergen. Charlotte rät ihm schließlich, sich bis Weihnachten von ihr fernzuhalten. Werther kämpft mit sich selbst und weiß, dass er Charlotte niemals vergessen könnte. Schon denkt er an den Tod als mögliche Lösung („Lorsque l’enfant revient d’un voyage“). Schließlich flieht er wie ein Wahnsinniger, bevor die feiernde Gesellschaft erscheint. Albert, Charlotte und Sophie sehen ihm nach. Albert weiß nun, dass Werther seine Frau liebt.

### Dritter Akt
Dezember: Werther hat Charlotte einige Briefe geschrieben, in denen er seine Liebe beteuert. Diese gesteht sich nun ein, dass auch sie Werther liebt. Sie versucht, sich im Gebet zu festigen, schließlich tritt jedoch Werther ein, der, von ihrer Distanz verzweifelt, ein Gedicht Ossians („Pourquoi me réveiller“) singt und sich ihr zu Füßen wirft. Charlotte flieht und schließt sich ein. Als sie schwört, Werther niemals wiederzusehen, sieht dieser nur noch den Tod als Ausweg. Als er Albert brieflich um die Überlassung seiner Pistolen für eine Reise bittet, sperrt dieser sich nicht: Charlotte schickt Werther die Waffen durch einen Diener.

### Vierter Akt
Erstes Bild. Heiligabend
Charlotte ahnt Werthers Selbstmordabsichten und eilt in der Weihnachtsnacht durch das verschneite Wetzlar in der verzweifelten Absicht, ihn daran zu hindern. Ein Schneesturm zieht auf.
Zweites Bild. Werthers Arbeitszimmer
Charlotte findet Werther sterbend auf dem Boden. Er hindert sie daran, Hilfe zu holen („Qui parle ?“). Sie gesteht ihm ihre Liebe („Et Werther moi je t’aime !“) und küsst ihn schließlich. Werther stirbt in ihren Armen („Non … Charlotte … je meurs“).
In der Ferne hört man die Kinder Weihnachtslieder singen.

## Gestaltung

### Instrumentation
Die Orchesterbesetzung der Oper enthält die folgenden Instrumente:
- Holzbläser: zwei Flöten (2. auch Piccolo), zwei Oboen (2. auch Englischhorn), zwei Klarinetten, Altsaxophon, zwei Fagotte
- Blechbläser: vier Hörner, zwei Cornets à piston, drei Posaunen, Tuba
- Pauken, Schlagzeug: Große Trommel, Triangel, Tamburin
- Harfe
- Streicher
- Bühnenmusik auf der Szene: Tamtam, Windmaschine
- Bühnenmusik hinter der Szene: Orgel, Glockenspiel

### Musik
Der Musikwissenschaftler Stefan Schmidl beschrieb die Musik des Werther in seiner Massenet-Biographie von 2012 folgendermaßen:

„In Werther gelangen Massenet suggestive Stimmungswerte: die Mondnacht des ersten Aufzugs (Claire de lune), die weinselige ‚altdeutsche‘ Septemberatmosphäre zu Beginn des zweiten Aktes, Werthers wild-romantische Ossian-Rezitation […] und endlich die Finalszenen des Dramas, die als prägnanteste Winterdarstellungen der Musikgeschichte bezeichnet werden können. […] Stilles Zentrum der Oper ist jedoch Charlottes nahezu in Form eines langsamen Walzers angelegte Tränenarie (Air de larmes).“

### Bekannte Arien
Dritter Akt
- Charlottes „Va ! Laisse couler mes larmes“
- Werthers Lied Ossians „Pourquoi me réveiller“:

Pourquoi me réveiller, ô souffle du printemps ?

Sur mon front je sens tes caresses,

et pourtant bien proche est le temps des orages et des tristesses !

Pourquoi me réveiller, ô souffle du printemps ?

Demain dans le vallon viendra le voyageur

se souvenant de ma gloire première.

Et ses yeux vainement chercheront ma splendeur.

Ils ne retrouveront plus que deuil et que misère !

Hélas ! Pourquoi me réveiller, ô souffle du printemps !
Warum weckst du mich, du Frühlingshauch?

Auf meiner Stirn fühl ich dein Kosen

und nah ist doch die Zeit von Sturm und Trauer!

Warum weckst du mich, du Frühlingshauch?

Morgen wird ein Wanderer ins Tal kommen,

der mich in meiner ersten Schönheit sah.

Und seine Augen werden vergeblich nach mir suchen

und nichts finden als Trauer und Elend!

Warum weckst du mich, du Frühlingshauch?

## Werkgeschichte

### Entstehung
Das Werk Johann Wolfgang Goethes hatte in der französischen Oper in der zweiten Hälfte des 19. Jahrhunderts Konjunktur: sowohl Charles Gounod (Faust, 1859) als auch Ambroise Thomas (Mignon, 1866) zeigen dies. Massenet und seine Librettisten beschlossen eine weitere Opernadaption eines Goetheschen Textes. Man wollte mit dem Sujet „Die Leiden des jungen Werthers“ an die Erfolge von Massenets Oper Manon (1884) anschließen. Milliet und Blau begannen 1880 mit der Arbeit an dem Textbuch.:53 Allerdings definierten die Librettisten im Vergleich zu Goethes Vorlage Charlottes Beziehung zu Werther neu: Während in der Literaturvorlage Charlottes Beziehung zu Werther nur geschwisterlich ist, ist ihre Liebe zu Werther in der Oper echt, wenngleich sie auch von ihr erst im Finale eingestanden wird.
Der größte Teil der Komposition entstand zwischen Frühjahr 1885 und Winter 1886/87. Die meisten vorangegangenen Opern Massenets waren in Paris uraufgeführt worden, doch der Direktor der Opéra-Comique, Léon Carvalho, lehnte Werther wegen dessen düsteren Inhalts vorerst ab. Nach dem Brand der Opéra-Comique am 25. Mai 1887 war an eine Aufführung nicht mehr zu denken.:55 Nun schaltete sich die Wiener Hofoper ein und begann Verhandlungen mit dem Komponisten. Anfangs war geplant, in Wien die Oper Werther zusammen mit einem Ballett aufzuführen, und so entstand Massenets Le Carillon. Diese Idee gab man jedoch wieder auf. Der Wiener Musikschriftsteller Max Kalbeck besorgte die deutsche Übersetzung des auf Goethe fußenden französischen Librettos.:67

### Rezeption
Am 16. Februar 1892 fand die Uraufführung von Werther in Max Kalbecks deutscher Fassung an der Wiener Hofoper unter der Leitung des Hofoperndirektors Wilhelm Jahn statt. August Stoll führte Regie. Die beiden Hauptpartien waren mit Ernest van Dyck (Werther) und Marie Renard (Charlotte) besetzt. Die sehr erfolgreiche Inszenierung erlebte 61 Aufführungen bis zum Jahr 1906. Weitere berühmte Darsteller des Werther waren Alfred Piccaver, José Carreras, Alfredo Kraus und Neil Shicoff. Die Erstaufführung in französischer Sprache war am 27. Dezember 1892 in Genf, und im darauffolgenden Januar 1893 fand Werther Eingang in die Salle du Chatelet der Pariser Opéra-Comique. Heute gilt die Oper als Massenets persönlichste Partitur und sein größter Erfolg.

### Varianten
Manche Kritiker haben die Oper als eigentlich kammermusikalisches Werk gedeutet.
Konsequenterweise gibt es daher reduzierte Fassungen, wie z. B. die Inszenierung von Benjamin Prins am Staatstheater Braunschweig, die nur die vier Hauptpersonen sowie einen einzigen Bühnenraum benötigt.
Neben der Tenorfassung gibt es eine Baritonversion, die Massenet auf Bitten des Baritons Mattia Battistini schuf. Sie wurde 10 Jahre nach der Tenorfassung uraufgeführt und wird relativ selten gespielt, so im Februar/März 2009 in Paris. Der französische Bariton Ludovic Tézier sang die Titelrolle alternierend mit Rolando Villazón (Tenor). In den Jahren 2012 und 2017 sang Tézier diese Version auch an der Wiener Staatsoper. Die Baritonversion wurde auch auf Grundlage einer Arbeitspartitur von 1902 als konzertante Aufführung aus dem Jahre 2004 mit Thomas Hampson (Bariton) als Werther und Susan Graham (Mezzosopran) als Charlotte mit dem Orchestre National du Capitole de Toulouse unter Leitung von Michel Plasson als DVD veröffentlicht.